# Landkreis Demmin
Der Landkreis Demmin war ein Landkreis in der östlichen Mitte des Bundeslandes Mecklenburg-Vorpommern. Im Zuge der Kreisgebietsreform 2011 wurde dieser Landkreis aufgelöst. Zuletzt existierte er in der seit 1994 bestehenden und schon deutlich vergrößerten Form. Das Gebiet befindet sich seither größtenteils in dem neu geschaffenen Landkreis Mecklenburgische Seenplatte und zum kleineren Teil im neuen Landkreis Vorpommern-Greifswald. Gebietskörperschaften mit anderer Fläche unter dem Namen Kreis Demmin bzw. Landkreis Demmin gab es bereits seit dem 18. Jahrhundert. Jedoch war der Kreis Demmin bis 1994 immer nur auf pommerschen Gebiet. Erst danach fand die historische Grenze zwischen Mecklenburg und Pommern bei der Neuaufteilung keine Beachtung mehr.

## Geographie
Die von vielen Gewässern strukturierte Region (Kummerower See, Peene mit Peenetal, Tollense) ist reizvoll und naturbelassen. In den Dörfern gibt es zahlreiche sehenswerte Gutsanlagen mit zum Teil sehr repräsentativen Herrenhäusern. Der östliche Teil des Landkreises (etwa zwei Drittel) gehört historisch zu Vorpommern, der westliche Teil zu Mecklenburg-Schwerin. Während der vorpommersche Teil größtenteils aus flachen Grundmoränenlandschaften gebildet wird, liegt der mecklenburgische Teil am Rand der Mecklenburgischen Schweiz. Abwechslungsreicher vom Relief gestaltet sich auch der südöstliche Teil des Landkreises um die Stadt Altentreptow. Das südlich anschließende breite Tal des Landgrabens bildet hier die historische Grenze zwischen Pommern und Mecklenburg.
Nachbarkreise seit 1994 waren im Norden der Landkreis Nordvorpommern, im Osten der Landkreis Ostvorpommern, im Südosten der Landkreis Mecklenburg-Strelitz, im Süden der Landkreis Müritz und im Westen der Landkreis Güstrow.

## Geschichte

### Preußen

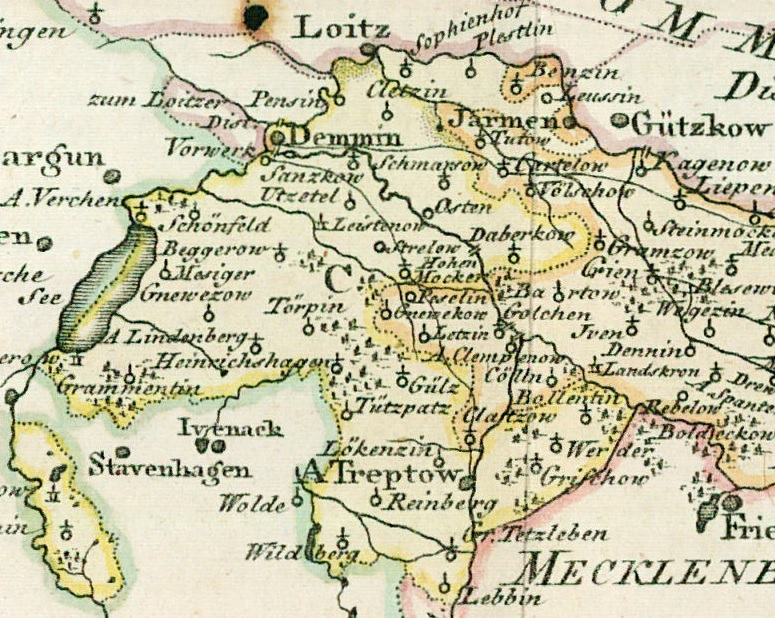
Der Kreis Demmin bis 1818

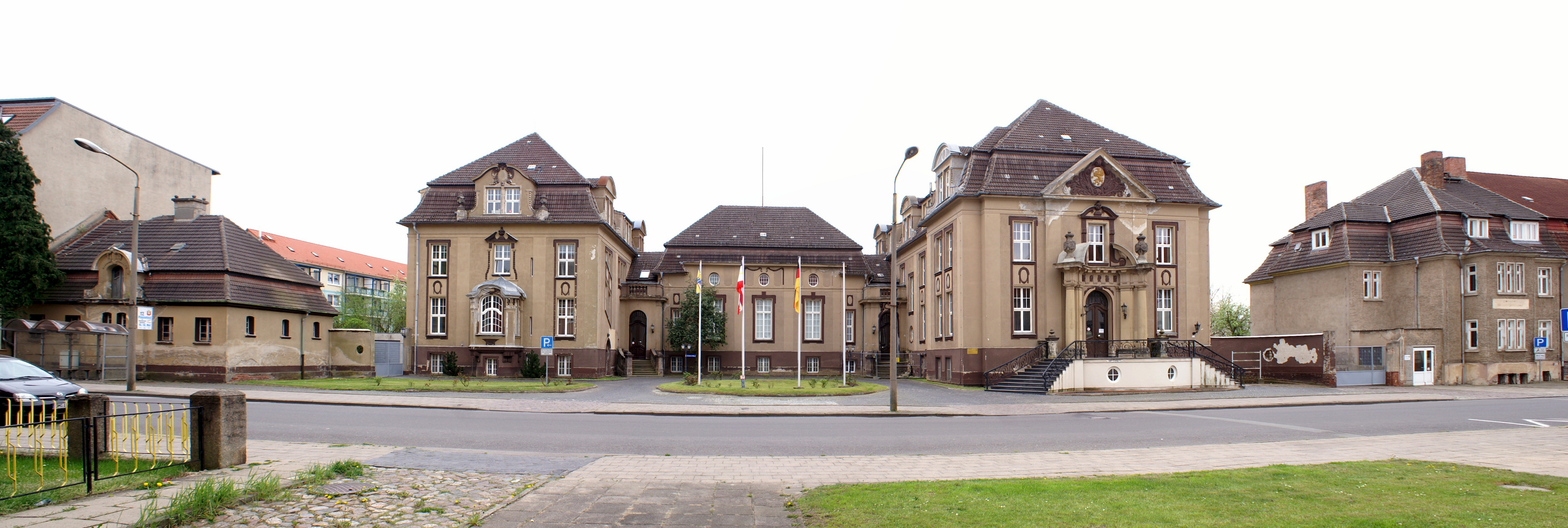
Ehemaliges Landratsamt in der Adolf-Pompe-Straße 12–15 in Demmin

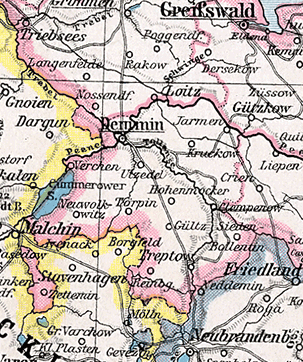
Das Kreisgebiet 1905

Altvorpommern, das 1720 an Preußen gefallen war, war im 18. Jahrhundert in die fünf Kreise Anklam, Demmin, Randow, Usedom und Wollin gegliedert, wobei der Kreis Demmin seinerzeit auch Demmin-Treptower Kreis oder Demminscher Kreis genannt wurde. Er umfasste die beiden Städte Demmin und Treptow (ab 1939 Altentreptow) sowie die vier Ämter Lindenberg, Loitz, Treptow und Verchen.
Bei der Kreisreform von 1818 im Regierungsbezirk Stettin wurde der Kreis Demmin um Teile des Kreises Anklam vergrößert, darunter die Stadt Jarmen, das Amt Klempenow und einige weitere Dörfer.
Die nördliche Kreisgrenze bildete die Peene, die ebenfalls im Westen zusammen mit dem Kummerower See die Grenze gegen das Großherzogtum Mecklenburg-Schwerin darstellte. Im Osten bildete der Kleine Landgraben die natürliche Grenze zum Großherzogtum Mecklenburg-Strelitz und der Große Landgraben war die Grenze zum Kreis Anklam. Im Süden gab es dagegen keine natürlichen Grenzen. Zum Kreis gehörte eine in Mecklenburg-Schwerin südwestlich der Stadt Stavenhagen gelegene Exklave rund um das Kirchdorf Zettemin.
1835 gab es im Kreisgebiet von 901,93 km² drei Städte, 93 Dörfer, zwei Kolonien, 59 Vorwerke, 32 Güter, zwei Meiereien, zwei Holzwärtereien, sechs Etablissements und einzelne Häuser, sowie 41 Wind- und Wassermühlen. Die 36.000 Einwohner lebten in 3.500 Privathäusern. Zum 1. Juli 1874 wurden die ehemaligen Weichbildsteile der Stadt Demmin nördlich der Peene aus dem Kreis Grimmen in den Kreis Demmin umgegliedert.
Der Kreis umfasste 1910 drei Städte, 81 Landgemeinden und 98 Gutsbezirke.
Zum 30. September 1928 fand im Kreis Demmin wie im übrigen Preußen eine Gebietsreform statt, bei der alle Gutsbezirke aufgelöst und benachbarten Landgemeinden zugeteilt wurden.
Am 1. April 1937 wurde die aus den Gemeinden Pinnow, Rottmannshagen und Zettemin bestehende Exklave des Kreises Demmin in den mecklenburgischen Kreis Malchin umgegliedert. Er umfasste danach die drei Städte Demmin, Jarmen und Altentreptow sowie 90 weitere Gemeinden. Im Frühjahr 1945 wurde das Kreisgebiet durch die Rote Armee besetzt.

### Sowjetische Besatzungszone / DDR
Zu einer ersten Änderung der Kreisgrenzen kam es am 1. Dezember 1948, als die Gemeinden Kummerow und Leuschentin an den Landkreis Malchin abgegeben wurden. Am 1. Januar 1949 wechselte die Gemeinde Beestland aus dem Landkreis Grimmen in den Landkreis Demmin. Zu weiteren Gebietsänderungen kam es bei der ersten Kreisreform in der DDR am 1. Juli 1950:
- Die Gemeinde Lebbin wechselte aus dem Landkreis Demmin in den Landkreis Neubrandenburg.
- Die Gemeinden Grammentin wechselte aus dem Landkreis Demmin in den Landkreis Malchin.
- Die Gemeinden Wotenick und Seedorf wechselten aus dem Landkreis Grimmen in den Landkreis Demmin.
- Die Gemeinden Upost und Warrenzin wechselten aus dem Landkreis Malchin in den Landkreis Demmin.[8]

In der DDR  fand am 25. Juli 1952 eine große Verwaltungsreform statt, bei der die fünf Länder aufgelöst und durch 14 Bezirke sowie die meisten Landkreise durch kleinere Kreise ersetzt wurden. Dabei wurde auch der alte Landkreis Demmin aufgelöst:
- Der südöstliche Teil des Landkreises mit der Stadt Altentreptow kam zum neuen Kreis Altentreptow.
- Der nordwestliche Teil des Landkreises bildete zusammen mit der Stadt Loitz sowie den Gemeinden Düvier, Görmin, Nossendorf, Sassen, Trantow und Vorbein des Landkreises Grimmen den neuen Kreis Demmin.
- Die Kreise Altentreptow und Demmin wurden dem neuen Bezirk Neubrandenburg zugeordnet, was vor allem für die nördlichen Kreisteile, die traditionell nach Greifswald und Stralsund orientiert waren, eine Umorientierung nach Süden bedeutete.

### Bundesrepublik Deutschland
Aus dem Kreis Demmin im Bezirk Neubrandenburg wurde 1990 der Landkreis Demmin im Land Mecklenburg-Vorpommern. Der Landkreis Demmin wurde 1994 durch den pommerschen Landkreis Altentreptow und den mecklenburgischen Landkreis Malchin vergrößert und dem Planungsverband „Mecklenburgische Seenplatte“ zugeordnet, nachdem der Landkreis Demmin allein bis dahin zum Planungsverband „Vorpommern“ gehört hatte. Seitdem reichte der Kreis Demmin über das eigentliche pommersche Gebiet hinaus, denn das Gebiet des Altkreises Malchin gehörte historisch zu Mecklenburg-Schwerin.
Am 23. September 2008 erhielt der Kreis den von der Bundesregierung verliehenen Titel „Ort der Vielfalt“.
Für eine Verwaltungsreform und der dabei beabsichtigten Schaffung neuer Großkreise in Mecklenburg-Vorpommern 2009 gingen die Überlegungen der Landesregierung zunächst dahin, den Landkreis als Ganzes in einen neuen Großkreis „Mecklenburgische Seenplatte“ mit der Kreisstadt Neubrandenburg aufgehen zu lassen. Nach dem Urteil des Landesverfassungsgerichtes vom 26. Juli 2007 konnte das ursprüngliche Reformgesetz als mit der Verfassung des Landes unvereinbar nicht umgesetzt werden. Im Zuge einer neuen Kreisgebietsreform im Jahr 2011 wurde der Süden des Landkreises Teil des neuen Landkreises Mecklenburgische Seenplatte. Der Norden mit den Ämtern Jarmen-Tutow und Peenetal/Loitz kam zum neuen Landkreis Vorpommern-Greifswald.

## Einwohnerentwicklung
| Jahr | Einwohner | Quelle |
| ---- | --------- | ------ |
| 1797 | 20.620    | [ 11 ] |
| 1816 | 27.156    | [ 12 ] |
| 1846 | 47.173    | [ 13 ] |
| 1871 | 46.591    | [ 14 ] |
| 1890 | 46.288    | [ 7 ]  |
| 1900 | 48.090    | [ 7 ]  |
| 1910 | 48.941    | [ 7 ]  |
| 1925 | 49.733    | [ 7 ]  |
| 1939 | 53.017    | [ 7 ]  |

| Jahr | Einwohner | Quelle |
| ---- | --------- | ------ |
| 1946 | 91.717    | [ 15 ] |
| 1955 | 63.600    | [ 16 ] |
| 1961 | 57.512    | [ 17 ] |
| 1971 | 55.378    | [ 18 ] |
| 1981 | 47.692    | [ 19 ] |
| 1989 | 44.046    | [ 20 ] |
| 2000 | 94.300    | [ 21 ] |
| 2010 | 79.466    |        |

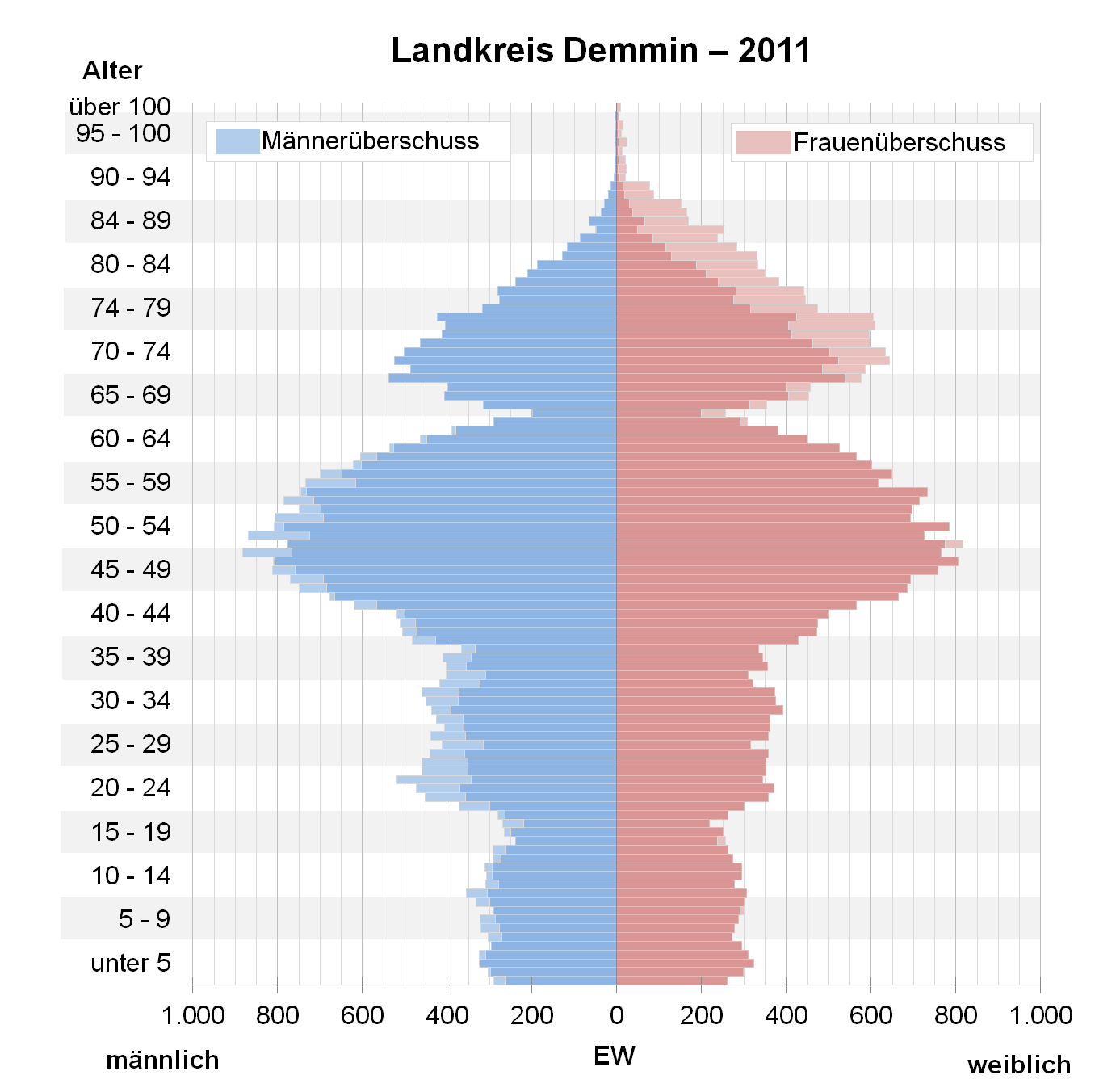
Bevölkerungspyramide für den Kreis Demmin (Datenquelle: Zensus 2011)

Die Abgrenzung des Landkreises wurde 1818, 1952 und 1994 wesentlich geändert.

## Religion
Im Landkreis Demmin gab es evangelische Kirchgemeinden. Diese gehörten größtenteils zum Kirchenkreis Demmin mit Ausnahme von Görmin, die zum Kirchenkreis Greifswald gehört, der Pommerschen Evangelischen Kirche und teilweise zum Kirchenkreis Stargard, sowie Kirchenkreis Güstrow der Evangelisch-Lutherischen Landeskirche Mecklenburgs. Die katholischen Gemeinden gehörten zum Dekanat Vorpommern des Erzbistums Berlin und teilweise zum Dekanat Güstrow des Erzbistums Hamburg. Im Landkreis gab es zwei Gemeinden der Neuapostolischen Kirche. Diese gehörten jeweils zum Bezirk Stralsund bzw. Güstrow in der Gebietskirche Mecklenburg-Vorpommern, die dem Apostelbezirk Norddeutschland untersteht.

## Politik

### Kreistag
Der Kreistag des Landkreises Demmin bestand aus 47 Abgeordneten. Zuletzt setzte er sich nach der Wahl vom 7. Juni 2009 wie folgt zusammen:
| Partei                                    | Sitze |
| ----------------------------------------- | ----- |
| CDU                                       | 20    |
| Die Linke                                 | 13    |
| SPD                                       | 06    |
| FDP                                       | 04    |
| Grüne                                     | 02    |
| Wählergemeinschaft Ländlicher Raum (WGLR) | 02    |

Näheres zum Wahlverfahren und zu rechtlichen Bestimmungen: Kreistag (Mecklenburg-Vorpommern)

### Landräte

Robert Viktor von Puttkamer (1860–1866)

- 1721–1743 Ernst Sigismund von Walsleben
- 1743–1766 Peter von Glasenapp
- 1766–1771 Dietrich Christoph Gustav von Maltzahn
- 1772–1787 Peter von Glasenapp
- 1788–1791 Ernst Peter von Podewils
- 1791–1808 Heinrich Peter von Podewils
- 1808–1810 Peter Heinrich von Podewils
- 1811–1831 Carl Albrecht Helmuth von Maltzahn
- 1831–1840 Karl von Maltzahn
- 1841–1841 Axel von Maltzahn
- 1841–1851 Hermann von Heyden
- 1851–1860 Alexander von François
- 1860–1866 Robert Viktor von Puttkamer
- 1866–1873 Wilhelm von Heyden-Cadow (späterer preußischer Landwirtschaftsminister)
- 1873–1878 Adolf von Heyden
- 1878–1887 Wilhelm von Müffling genannt Weiß
- 1883–1887 Adam Werner von Heyden
- 1888–1912 Adolf von Heyden
- 1913–1914 Gottfried von und zu Gilsa
- 1914–1916 Ernst von Heyden (vertretungsweise als Kriegs-Landrat)
- 1916–1945 Gottfried von und zu Gilsa
- 1945–1950 Gustav Schwantz (SPD, SED)

- 1994–2000 Hans-Jürgen Beich (CDU)
- 2000–2008 Frieder Jelen (CDU)
- 2008–2011 Siegfried Konieczny (Linke)

### Kommunalverfassung bis 1945
Der preußische Landkreis Demmin gliederte sich in Städte, in Landgemeinden und – bis zu deren Auflösung im Jahre 1928 – in Gutsbezirke. Mit Einführung des preußischen Gemeindeverfassungsgesetzes vom 15. Dezember 1933 gab es ab dem 1. Januar 1934 eine einheitliche Kommunalverfassung für alle preußischen Gemeinden. Mit Einführung der Deutschen Gemeindeordnung vom 30. Januar 1935 trat zum 1. April 1935 im Deutschen Reich eine einheitliche Kommunalverfassung in Kraft, wonach die bisherigen Landgemeinden nun als Gemeinden bezeichnet wurden. Diese waren in Amtsbezirken zusammengefasst. Eine neue Kreisverfassung wurde nicht mehr geschaffen; es galt weiterhin die Kreisordnung für die Provinzen Ost- und Westpreußen, Brandenburg, Pommern, Schlesien und Sachsen vom 19. März 1881.

### Wappen
| Wappen des Landkreises Demmin | Blasonierung: „Halb geteilt und gespalten; vorn: oben in Gold ein hersehender, golden gekrönter schwarzer Stierkopf mit geschlossenem Maul, ausgeschlagener roter Zunge und silbernen Hörnern; unten geteilt: oben in Rot ein wachsender silberner Greif; unten von Gold und Blau geschacht; hinten in Blau eine schwebende, gezinnte silberne Burg mit geöffnetem begatterten Tor und einem Zinnenturm, dessen Spitzdach mit einer Lilie besetzt ist, und dessen drei Geschosse mit je drei betagleuchteten Fenstern versehen sind.“ |
| Wappen des Landkreises Demmin | Wappenbegründung: Das Wappen trägt mit der Wiedergabe historischer Herrschaftszeichen mecklenburgischer und pommerscher Territorien sowie einer Teils des Stadtzeichens der Kreisstadt Demmin einerseits der geschichtsträchtigen Vergangenheit Rechnung, andererseits drückt es damit das gleichberechtigte Miteinander der Mecklenburger und Pommern im Kreisgebiet aus. Der für die Werler Linie des mecklenburgischen Fürstenhauses typische Stierkopf erinnert an die Zugehörigkeit eines kleinen Teils des heutigen Landkreises, des Gebietes des Alt-Landkreises Malchin, von um 1226 bzw. nach 1314/1317 bis 1436 zum einstigen Territorium der Herren zu Werle (ab 1418 Fürsten zu Wenden). Mit dem wachsenden Greifen über dem von Gold und Blau geschachten Feld, dem Wappenbild des Landesteils Herzogtum Wolgast nach 1500, wird die Zugehörigkeit des größten Teils des heutigen Landkreises, der Gebiete der Alt-Landkreise Demmin und Altentreptow, zum einstigen Herrschaftsgebiet pommerscher Herzöge zum Ausdruck gebracht. Die dem Wappen der Kreisstadt entlehnte Burg soll die erhaltenen mittelalterlichen Backsteinbauten und Wehranlagen in den Städten des Territoriums versinnbildlichen, das geöffnete Tor die Gastfreundschaft gegenüber den Besuchern symbolisieren. In der Tingierung des Wappens widerspiegeln sich die Farben der Landesteile Mecklenburg und Vorpommern. Das Wappen und die Flagge wurde von dem Neubrandenburger Lothar Herpich gestaltet. Es wurde am 8. Juni 1995 durch das Ministerium des Innern genehmigt und unter der Nr. 85 der Wappenrolle des Landes Mecklenburg-Vorpommern registriert. |

### Flagge
Die Flagge wurde am 26. März 1996 durch das Ministerium des Innern genehmigt.
Die Flagge ist längs gestreift von Blau, Gelb, Rot, Weiß, Rot, Gelb und Blau. Die blauen Streifen nehmen je elf Sechzigstel, die gelben je ein Viertel, die roten je ein Dreißigstel und der weiße Streifen ein Fünfzehntel der Höhe des Flaggentuchs ein. In der Mitte der roten Streifen und des weißen Streifens liegt, auf jeweils vier Fünftel der Höhe der gelben Streifen übergreifend, das Landkreiswappen. Die Länge des Flaggentuchs verhält sich zur Höhe wie 5:3.

## Städte und Gemeinden
(Einwohner am 31. Dezember 2010)
Amtsfreie Gemeinden
1. Dargun, Stadt (4621)
2. Demmin, Hansestadt * (11.890)

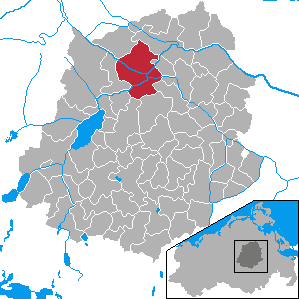
Amtsfreie ehemalige Kreisstadt Demmin im bis 2011 bestehenden Landkreis

Ämter mit amtsangehörigen Gemeinden/Städten
Sitz der Amtsverwaltung *
| - 1. Amt Demmin-Land (7948) [Sitz: Demmin] 1. Beggerow (606) 2. Borrentin (917) 3. Hohenbollentin (128) 4. Hohenmocker (544) 5. Kentzlin (219) 6. Kletzin (791) 7. Lindenberg (234) 8. Meesiger (259) 9. Nossendorf (773) 10. Sarow (777) 11. Schönfeld (418) 12. Siedenbrünzow (617) 13. Sommersdorf (260) 14. Utzedel (548) 15. Verchen (422) 16. Warrenzin (435) - 2. Amt Jarmen-Tutow (7335) 1. Alt Tellin (447) 2. Bentzin (935) 3. Daberkow (370) 4. Jarmen, Stadt * (3202) 5. Kruckow (654) 6. Tutow (1233) 7. Völschow (494) | - 3. Amt Malchin am Kummerower See (13.679) 1. Basedow (743) 2. Duckow (249) 3. Faulenrost (702) 4. Gielow (1357) 5. Kummerow (629) 6. Malchin, Stadt * (7977) 7. Neukalen, Stadt (2022) - 4. Amt Peenetal/Loitz (6615) 1. Düvier (516) 2. Görmin (974) 3. Loitz, Stadt * (4204) 4. Sassen-Trantow (921) - 5. Amt Stavenhagen (12.489) 1. Bredenfelde (200) 2. Briggow (347) 3. Grammentin (228) 4. Gülzow (477) 5. Ivenack (901) 6. Jürgenstorf (1133) 7. Kittendorf (365) 8. Knorrendorf (665) 9. Mölln (535) 10. Ritzerow (439) 11. Rosenow (1004) 12. Stavenhagen, Reuterstadt * (5857) 13. Zettemin (338) | - 6. Amt Treptower Tollensewinkel (14.889) 1. Altenhagen (333) 2. Altentreptow, Stadt * (5771) 3. Bartow (527) 4. Breesen (565) 5. Breest (178) 6. Burow (1064) 7. Gnevkow (376) 8. Golchen (318) 9. Grapzow (410) 10. Grischow (277) 11. Groß Teetzleben (711) 12. Gültz (536) 13. Kriesow (334) 14. Pripsleben (262) 15. Röckwitz (302) 16. Siedenbollentin (576) 17. Tützpatz (554) 18. Werder (583) 19. Wildberg (577) 20. Wolde (635) |

## Gebietsänderungen
In den Jahren seit 1994 fanden im Gebiet des Landkreises Demmin wie im gesamten Bundesland Mecklenburg-Vorpommern umfangreiche Gebietsänderungen statt.
Aus den ursprünglich neun Ämtern wurden nach Abschluss der Gebietsreform am 1. Januar 2005 sechs Ämter. Die Städte Neukalen, Jarmen, Altentreptow, Malchin und Stavenhagen verloren ihre Amtsfreiheit, die Stadt Dargun wurde amtsfrei. Die Anzahl der Gemeinden verringerte sich bis zum Jahr 2009 von 92 auf 69.

### Ämterauflösungen, Ämterfusionen
- Eingliederung der vormals amtsfreien Stadt Neukalen in das Amt Am Kummerower See am 1. Juli 2002
- Fusion der vormals amtsfreien Stadt Jarmen mit dem Amt Tutow zum neuen Amt Jarmen-Tutow am 1. Januar 2004
- Auflösung des Amtes Dargun, Bildung der amtsfreien Stadt Dargun  am 13. Juni 2004
- Auflösung des Amtes Borrentin, Eingliederung der Gemeinden in das Amt Demmin-Land am 1. Juli 2004
- Fusion der Ämter Kastorfer See und Tollensetal sowie der bisher amtsfreien Stadt Altentreptow zum neuen Amt Treptower Tollensewinkel am 1. Januar 2005
- Fusion des Amtes Am Kummerower See und der bisher amtsfreien Stadt Malchin zum neuen Amt Malchin am Kummerower See am 1. Januar 2005
- Fusion des Amtes Stavenhagen-Land und der bisher amtsfreien Stadt Stavenhagen zum neuen Amt Stavenhagen am 1. Januar 2005

### Eingemeindungen und Gemeindeneubildungen seit 1998
- Auflösung der Gemeinde Reinberg – Eingemeindung nach Wolde am 30. September 1998
- Auflösung der Gemeinde Pinnow – Eingemeindung nach Breesen am 30. September 1998
- Auflösung der Gemeinde Kartlow – Eingemeindung nach Kruckow am 31. Mai 1999
- Auflösung der Gemeinde Grischow – Eingemeindung nach Ivenack am 1. Juni 1999
- Auflösung der Gemeinde Gorschendorf – Eingemeindung nach Malchin am 1. Januar 2003
- Auflösung der Gemeinden Borrentin (Altgemeinde), Gnevezow und Metschow – Neubildung der Gemeinde Borrentin am 1. Januar 2003
- Auflösung der Gemeinden Beestland und Upost – Eingemeindung nach Warrenzin am 1. Juli 2003
- Auflösung der Gemeinde Wotenick – Eingemeindung nach Demmin am 1. Juni 2004
- Auflösung der Gemeinde Hohenbrünzow – Eingemeindung nach Hohenmocker am 1. Juni 2004
- Auflösung der Gemeinde Quitzerow – Eingemeindung nach Kletzin am 1. Juni 2004
- Auflösung der Gemeinde Sanzkow – Eingemeindung nach Siedenbrünzow am 1. Juni 2004
- Auflösung der Gemeinde Teusin – Eingemeindung nach Utzedel am 1. Juni 2004
- Auflösung der Gemeinden Brudersdorf, Stubbendorf, Wagun und Zarnekow – Eingemeindung nach Dargun  am 13. Juni 2004
- Auflösung der Gemeinde Plötz – Eingemeindung nach Jarmen  am 13. Juni 2004
- Auflösung der Gemeinde Schmarsow – Eingemeindung nach Kruckow am 13. Juni 2004
- Auflösung der Gemeinde Wüstenfelde – Eingemeindung nach Loitz am 14. Juni 2004
- Auflösung der Gemeinden Sassen und Trantow – Neubildung der Gemeinde Sassen-Trantow am 31. Dezember 2004
- Auflösung der Gemeinde Remplin – Eingemeindung nach Malchin am 7. Juni 2009

### Vor 1998 ausgeschiedene oder aufgelöste Gemeinden
| - Alt Kentzlin, nach 1939 zu Neu Kentzlin - Buchar, nach 1939 zu Altentreptow - Buschmühl, vor 1935 zu Beggerow - Carlsruhe, vor 1935 zu Zettemin - Eugenienberg, nach 1939 zu Siedenbrünzow - Fouquettin, nach 1939 zu Wildberg - Ganschendorf, am 13. September 1973 zu Sarow - Gatschow, nach 1939 zu Beggerow - Glendelin, nach 1939 zu Beggerow - Groß Below, nach 1939 zu Bartow - Groß Toitin, am 1. Juli 1973 zu Jarmen - Hasseldorf, nach 1939 zu Lindenberg - Jagetzow, nach 1939 zu Völschow - Japzow, am 25. Juli 1952 zum Kreis Altentreptow - Kaslin, am 13. September 1973 zu Beggerow - Kessin, nach 1939 zu Grapzow - Klatzow, am 25. Juli 1952 zum Kreis Altentreptow - Klein Teetzleben, nach 1939 zu Groß Teetzleben - Klempenow, 1962 zu Breest - Klinkenberg, um 1900 zu Jarmen - Kölln, am 25. Juli 1952 zum Kreis Altentreptow - Krusemarkshagen, nach 1939 zu Lindenberg - Lebbin, am 1. Juli 1950 zum Landkreis Neubrandenburg - Leistenow, am 13. September 1973 zu Utzedel - Letzin, am 1. Januar 1951 zu Gnevkow - Leuschentin, am 1. Januar 1951 zu Kummerow - Loickenzin, nach 1939 zu Altentreptow - Miltitzwalde, nach 1939 zu Pripsleben - Moltzahn, nach 1939 zu Borrentin - Mühlenhagen, am 1. April 1936 zu Rosemarsow | - Müssentin, am 23. März 1970 zu Jarmen - Neu Plestlin, vor 1935 zu Plestlin - Neu Sommersdorf, vor 1935 zu Sommersdorf - Neu Tellin, nach 1939 zu Alt Tellin - Neuenhagen, vor 1935 zu Altenhagen - Peeselin, nach 1939 zu Hohenmocker - Pensin, am 1. Januar 1960 zu Quitzerow - Pentz, nach 1939 zu Borrentin - Pinnow, 1937 zum Kreis Malchin - Plestlin, nach 1939 zu Bentzin - Pritzenow, nach 1939 zu Bartow - Prützen, vor 1935 zu Gnevkow - Reinberg, nach 1939 zu Wolde - Rosemarsow, am 25. Juli 1952 zum Kreis Altentreptow - Rottmannshagen, 1937 zum Kreis Malchin - Seltz, nach 1939 zu Gültz - Siedenbüssow, nach 1939 zu Alt Tellin - Sophienhof, am 1. Januar 1951 zu Wüstenfelde - Strehlow, vor 1908 zu Hohenbrünzow - Törpin, nach 1939 zu Sarow - Trittelwitz, nach 1939 zu Schönfeld - Tückhude, vor 1935 zu Golchen - Unnode, vor 1935 zu Kartlow - Vanselow, am 1. Juli 1961 zu Siedenbrünzow - Vorwerk, am 20. Juni 1975 zu Demmin - Weltzin, am 25. Juli 1952 zum Kreis Altentreptow - Wolkow, am 25. Juli 1952 zum Kreis Altentreptow - Zarrenthin, am 1. August 1963 zu Bentzin - Zemmin, am 1. August 1963 zu Bentzin |

### Namensänderungen
- von Neu Kentzlin zu Neu-Kentzlin am 3. Juni 1998
- von Neu-Kentzlin zu Kentzlin am 21. August 2002
- von Amt Malchin-Land zu Amt Am Kummerower See am 1. Juli 2002

## Kfz-Kennzeichen
Anfang 1991 erhielt der Landkreis das Unterscheidungszeichen DM. Es wird bis heute im Landkreis Mecklenburgische Seenplatte (mit Ausnahme der Stadt Neubrandenburg) ausgegeben.